# Marek Konwa
Marek Konwa (ur. 11 marca 1990 r. w Zielonej Górze) – polski kolarz górski i przełajowy, mistrz Polski seniorów i medalista mistrzostw świata w kategorii U-23 w obu dyscyplinach sportu, olimpijczyk z Londynu (2012), starszy brat kolarza Piotra Konwy.

## Kariera

### Kolarstwo przełajowe

#### Mistrzostwa Polski
W swojej karierze był kolejno mistrzem Polski juniorów (2007), wicemistrzem Polski juniorów (2008), wicemistrzem Polski młodzieżowców (2008, 2009), mistrzem Polski młodzieżowców (2011, 2012) i 13-krotnym mistrzem Polski seniorów (2013, 2014, 2015, 2016, 2017, 2018, 2019, 2020, 2021, 2022, 2023, 2024, 2025).

#### Mistrzostwa Świata
Na mistrzostwach świata debiutował w 2007, zajmując 9. miejsce w wyścigu juniorów. W 2008 zajął w tej samej kategorii wiekowej 14. miejsce. Od 2009 startował w kategorii U-23, w pierwszym starcie wywalczył 10. miejsce, w 2010 zdobył brązowy medal (po dyskwalifikacji Pawła i Kacpra Szczepaniaków), w 2011 zajął 11. miejsce, w 2012 - 6. miejsce, 2023 - 17. miejsce

### Kolarstwo górskie

#### Mistrzostwa Polski
W 2007 został wicemistrzem, a w 2008 mistrzem Polski juniorów. Pięciokrotnie zdobył mistrzostwo Polski w kolarstwie górskim seniorów w konkurencji XC (2012, 2013, 2014, 2015, 2017) (co dało mu również tytuł mistrza Polski w kategorii U-23 w 2012), trzykrotnie wicemistrzostwo Polski seniorów i równocześnie mistrzostwo Polski w kategorii U-23 w tej konkurencji (2009, 2010, 2011). W 2010 i 2011 wywalczył wicemistrzostwo Polski seniorów w maratonie MTB.

#### Mistrzostwa świata
W 2007 i 2008 zajął 10. miejsce w wyścigu juniorów, a w 2008 także 4. miejsce w wyścigu drużynowym (z Mają Włoszczowską, Marcinem Karczyńskim i Dariuszem Batkiem). W 2009 był 5. w wyścigu młodzieżowców (U-23) i 11. w wyścigu drużynowym (z Mają Włoszczowską, Marcinem Karczyńskim i Maciejem Adamczykiem). W 2010 był 6. w wyścigu młodzieżowców. W 2011 wywalczył srebrny medal w wyścigu młodzieżowców, a w wyścigu drużynowym zajął 15. miejsce (z Mają Włoszczowską, Kornelem Osickim i Bartłomiejem Wawakiem), w 2012 był 20. w wyścigu młodzieżowców, w 2013 16. w wyścigu seniorów, a w tzw. wyścigu eliminacyjnym odpadł w kwalifikacjach, w 2014 33. w wyścigu seniorów.

#### Igrzyska Olimpijskie
W 2012 zajął 16. miejsce w wyścigu indywidualnym.

#### Mistrzostwa Europy
W wyścigu indywidualnym zajmował miejsca: 
- w kategorii juniorów - 10. w 2007, 15. w 2008,
- w kategorii U-23 - 5. w 2009, 11. w 2010, 26. w 2011, 4. w 2012,
- w kategorii seniorów - 14 m. w 2014
- w wyścigu drużynowym - 7. (2008), 7. (2009), 4. (2012) i 8 (2012).